# Film&Arts
Film&Arts é um canal de televisão por assinatura disponível para países da América Latina, inluindo o Brasil. É uma propriedade da AMC Networks International, transmitindo desde 1996 e 1999 para a América Hispânica e o Brasil, respectivamente.

## História

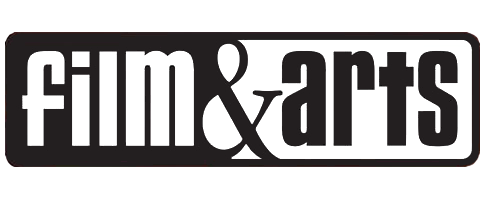
Lohotipo do Film&Arts utilizado entre 2001 e 2016

Lançado em 1º de abril de 1996, o Film&Arts surgiu como uma versão hispanoamericana do canal de TV estadunidense Bravo, pertencendo à Bravo Networks. O nome Bravo, por sua vez, já estava registrado para uso da extinta programadora de TV argentina VCC, o que impediu o uso pela Bravo Networks para a região. Já no Brasil, a Bravo entrou em parceria com a TVA e a TV Cultura para lançar o Bravo Brasil.
O Film&Arts iniciou suas transmissões para o Brasil em 1º de agosto de 1999, substituindo o Bravo Brasil. Tratou-se de uma unificação a partir da marca já utilizada no restante da América Latina. A proposta também era dar ao canal uma imagem mais moderna e dinâmica em contraposição à identidade do Bravo, entendida como mais séria e formal.
Em 30 de outubro de 2000, a Liberty Media adquiriu o canal que até então estava em posse da Bravo International. O Film&Arts já possuía uma relação com a Pramer, adquirida também pela Liberty, desde dezembro de 1999 quando a programadora ficou responsável pela comercialização do canal para a América Hispânica.
O canal ao longo da década de 2010 passou a perder espaço entre as operadoras de TV por assinatura brasileiras. Foi distribuído pela Vivo TV até 1º de março de 2016, sendo substituído pelo canal Travel Box Brazil.
Em 21 de maio de 2018, a AMC anunciou que o canal voltaria em breve para a grade de programação da NET. Sem muito alarde, a operadora já estava fazendo testes na posição de canal 642 antes da data anunciada e não confirmou nenhuma data oficial para o lançamento. As demais operadoras Sky, Claro TV e Oi TV não haviam se posicionado a respeito da reentrada do canal em suas grade de programação. O canal estreou na madrugada da terça de 29 de maio para a quarta de 30 de maio. A Sky anunciou que o Film&Arts entraria em sua grade a partir de 1º de maio de 2020 nos canais 116 (SD) e 516 (HD) em substituição ao canal Sundance TV.

## Programação
O canal tem filmes de todas as épocas, seriados, shows, recitais, grandes espetáculos, artes cénicas, além de entrevistas com grandes personalidades da arte e da cultura, eventos e afins.
Alguns dos programas mais importantes são inside the Actors Studio, The Graham Norton Show, Babylon Berlin, Bäckström, Wallander, Unforgotten e a exibição anual do Tony Award.